# Beatriz Mariana Quiroga
Beatriz Mariana Quiroga (Mar del Plata, 5 de agosto de 1940 - detenida-desaparecida en La Plata el 20 de octubre de 1976) fue una militante política de las Fuerzas Armadas Revolucionarias (FAR) y Montoneros, profesora de filosofía y docente universitaria detenida-desaparecida víctima de la dictadura militar producto del golpe de Estado de 1976.

## Biografía
Beatriz Mariana Quiroga nació en la ciudad de Mar del Plata el 5 de agosto de 1940. Tuvo un hermano, llamado Jorge Osvaldo, que luego también sería detenido-desaparecido.
Hizo sus estudios primarios en Mar de Ajó y para los secundarios se mudó a Banfield a la casa de una tía, estudiando en la Escuela Nacional Normal Mixta de Lomas de Zamora.  Luego se fue a vivir a La Plata para estudiar en la universidad.
Entre los años 1959 y 1969 estudió la carrera de Profesora en Filosofía en la Facultad de Humanidades y Ciencias de la Educación (FaHCE) de la Universidad Nacional de La Plata. También se desempeñó como docente universitaria, primero como alumna entre los años 1964 y 1965y luego como diplomada en la carrera de Filosofía entre 1970 y 1974, cuando fue cesada por la intervención de la universidad. También se desempeñó como Secretaria de Asuntos Académicos en la FaHCE entre 1973 y 1974. Tuvo participación dentro del gremio de docentes de la UNLP, la Asociación de Trabajadores de la Universidad de La Plata (ADULP).
Al mismo tiempo de su desempeño académico se destacó por su militancia, la cual había iniciado a comienzos de la década de 1960. El 20 de abril de 1961 fue detenida junto con unos compañeros por convocar a un acto en apoyo a Cuba y contra el bloqueo norteamericano a la isla. En  el año 1969 comenzó a militar en las Fuerzas Armadas Revolucionarias (FAR), lo que le valió estar presa entre diciembre de 1972 y mayo de 1973, siendo liberada por la amnistía de Héctor Cámpora. Su encarcelamiento se debió a que estaba acusada de intentar organizar la colocación de explosivos en el submarino “ARA Río Santiago” que se encontraba en la Base Naval de Mar del Plata. También había participado del copamiento de un sanatorio en Rosario para montar un quirófano clandestino en el cual atender a otros militantes malheridos. Luego de la fusión de las FAR con Montoneros se unió a este movimiento.
Estaba casada con Roberto César Porfidio, nacido en Necochea, con quien tuvo una hija llamada María Cecilia, nacida el 5 de febrero de 1976. El 20 de octubre de 1976 ella fue detenida y continua desaparecida. Mientras que su esposo fue asesinado el 24 de noviembre.

## Homenajes
En marzo de 2016, autoridades de la UNLP entregaron legajos reparados de 14 no docentes y 21 docentes detenidos-desaparecidos y asesinados por el terrorismo de Estado, entre ellos el de Beatriz Mariana Quiroga. Iniciativa enmarcada en la Resolución N.º 259/15 que dispone "la inscripción de la condición de detenido-desaparecido o asesinado, en los legajos de los docentes, no docentes, graduados y estudiantes de esta Universidad” y “dejar constancia en los legajos de los reales motivos que determinaron la interrupción del desempeño laboral o estudiantil de todos aquellos que fueron víctimas de la última dictadura cívico-militar."